# نبرد قهرمانان دبلیودبلیوئی
نبرد قهرمانان دبلیودبلیوئی (به انگلیسی: WWE Clash of Champions) یک رویداد کشتی حرفه ای است که بوسیله دبلیو دبلیو ای ساخته می‌شود. این رویداد فقط از طریق پی پر ویو و شبکه دبلیو دبلیو ای قابل مشاهده است. این رویداد برای اولین بار در سال ۲۰۱۶ به دنبال تفکیک شوهای دبلیو دبلیو ای در شوی راو منتشر شد. این رویداد جایگزین شب قهرمانان که در اواخر سپتامبر تقویم پی پر ویو کمپانی قرار داشت، گشت. هرچند تغییرات سال ۲۰۱۷ باعث قرار گرفتن در ماه دسامبر و جابجایی این رویداد به شوی اسمکدان شد. به دنبال رسلمنیا ۳۴ در سال ۲۰۱۸ تمام پی پر ویوهای انحصاری یک شوی خاص کمپانی لغو شد و در سال ۲۰۱۹ این رویداد را به ماه ستامبر تقویم بازگرداندند.
مانند شب قهرمانان هدف از نبرد قهرمانان رقابت برای کمربندهای قهرمانی کمپانی دبلیو دبلیو ای است. در سال‌های ۲۰۱۶ و ۲۰۱۷ که این رویداد منحصراً در یک شوی خاص برگزار می‌شد مبارزه نیز بر سر کمربندهای ان شوی خاص بود. رویداد سال ۲۰۱۹ شامل سه شوی ۲۰۵ لایو، اسمکدان و راو بود که درسال ۲۰۲۰ به دلیل ادغام شوی ان اکس تی و ۲۰۵ لایو و قرار گرفتن ان به عنوان یکی از سه شو اصلی کمپانی شوی ۲۰۵ لایو از بین آنها حذف شد. هرچند امروزه ان اکس تی به عنوان یکی از سه شوی اصلی دبلیو دبلیو ای قرار گرفته‌است ولی ان اکس تی ایونت‌های خود را جدا از پی پر ویوهای دبلیو دبلیو ای برگزار می‌کند.

## رویدادهای برگزار شده
|  | رویداد شوی راو |  | رویداد شوی اسمکدان |

| رویداد               | روز            | شهر                     | مکان                  | رقابت اصلی                                                        |
| -------------------- | -------------- | ----------------------- | --------------------- | ----------------------------------------------------------------- |
| نبرد قهرمانان (۲۰۱۶) | ۲۵ ستامبر ۲۰۱۶ | ایندیاناپلیس            | بنکرز لایف فیلدهاوس   | کوین اونز (ق) در مقابل ست رالینز برای کمربند یونیورسال            |
| نبردقهرمانان (۲۰۱۷)  | ۱۷ دسامبر ۲۰۱۷ | بوستون                  | تی‌دی گاردن            | ای جی استایلز (ق) در مقابل جیندر ماهال برای کمربند دبلیو دبلیو ای |
| نبردقهرمانان (۲۰۱۹)  | ۱۵ ستامبر ۲۰۱۹ | شارلوت، کارولینای شمالی | تایم وارنر کیبل آرینا | ست رالینز (ق) در مقابل براون استرومن برای کمربند یونیورسال        |
| نبردقهرمانان (۲۰۲۰)  | ۲۷ ستامبر ۲۰۲۰ | اورلندو، فلوریدا        | ام‌وی سنتر             | رومن رینز (ق) در مقابل جی یوسو برای کمربند یونیورسال              |